# Pseudagrion kibalense
Pseudagrion kibalense – gatunek ważki z rodziny łątkowatych (Coenagrionidae).